# منطقة ماندالي
منطقة ماندالي هي إحدى المناطق المتنازع عليها بين بغداد وأربيل، وتتبع إداريًا لمحافظة ديالى. تبعد 93 كم عن مدينة بعقوبة، مركز محافظة ديالى. يسكنها خليط من العرب والأكراد والتركمان.
في عام 1987 كانت مندالي تُعد قضاءً، وكانت كل من بلدروز وقزانية ناحيتين تابعتين لها. لاحقًا، تحولت بلدروز إلى قضاء مستقل، وأصبحت مندالي ناحية تابعة له، قبل أن تستعيد مؤخرًا صفة القضاء من جديد.
يحد مندالي قضاء خانقين من الشمال، ويقع على الشريط الحدودي مع إيران من الشرق، وقضاء قزانية مركز قضاء بلدروز من الغرب.

## تاريخ
كان قضاء مندالي يسكنه أغلبية من الأكراد الفيليين، الذين تعرضوا لحملة تهجير واسعة النطاق، وحرموا من جنسيتهم العراقية وممتلكاتهم على يد النظام البعثي في أواخر السبعينيات وأوائل الثمانينيات.
وتعرض الكرد الفيليون أيضاً للتهجير والتهجير والاعتقال والقتل في عهد الرئيس الأسبق أحمد حسن البكر عامي 1970 و1975، ونظام صدام حسين عام 1980.
ويعتقد المؤرخون أن النزوح جاء بسبب انتماءاتهم الطائفية والإثنية، ونضالهم من أجل الحكم الذاتي والاستقلال.
وفي عام 2010 أصدرت المحكمة الجنائية العليا حكمها بشأن جرائم التهجير والإخفاء والاستيلاء على حقوق الكرد الفيليين، معتبرة إياها جرائم إبادة جماعية.
وفي 8 كانون الأول/ديسمبر من العام نفسه أصدرت الحكومة العراقية قراراً تلتزم فيه بإزالة الآثار السلبية لاستهداف الكرد الفيليين، تبعه قرار من مجلس النواب في 1 آب/أغسطس 2010 أعلن فيه أن التهجير القسري وإخفاء الكرد الفيليين جريمة إبادة جماعية.
في 12 مارس 2023، أعادت الحكومة العراقية تأسيس القضاء. وصرحت وزارة التخطيط بأن الهدف من ذلك هو إعادة الحياة إلى الأحياء المهملة. كما جادلت بأن قرار إلغاء القضاء صدر في البداية لإيذاء الأكراد الفيليين المحليين.
رشّح محسن مندلاوي، نائب رئيس مجلس النواب العراقي، وهو كردي فيلي، ويُعتبر العقل المدبر وراء إعادة تأسيس القضاء، فريد طالب إبراهيم، وهو كردي فيلي، لمنصب رئيس البلدية. أثار هذا احتجاجات من القبائل العربية السنية والشيعية في المنطقة، الذين انتقدوا إبراهيم، الذي عمل محاميًا في بغداد، لعدم انتماءه إلى المدينة. ومع ذلك، لم يحضر الاجتماع العشائري الذي نظم الاحتجاج أي ممثلين عن القبائل التركمانية أو الكردية.